# 아비달마
아비달마(阿毘達磨, 산스크리트어: Abhidharma, 논 · 論) 또는 아비담마(팔리어: Abhidhamma)의 문자 그대로의 뜻은 대법(對法: abhi + dharma = 對 + 法)이다. 대법(對法)은 승의의 법(勝義法)인 열반을 대향(對向)하고 법상의 법(法相法)인 4성제를 대관(對觀)한다는 뜻이다.
아비달마는 법(法) 즉 고타마 붓다가 설한 교법에 대한 연구와 해석을 말하는 것으로서, 협의의 아비달마는 부파불교의 여러 논(論, sastra), 즉 논서(論書)들을 뜻한다. 오랫동안에 걸쳐서 많은 논(論)들이 만들어지고 후일에 정비되어 논장(論藏)이 되었다.
경(經) · 율(律)은 고타마 붓다의 활동 당시에 이미 존재하고 있었으나, 논(論)은 고타마 붓다의 입멸 후 제자들의 손에 의하여 만들어진 것이다. 경 뿐만 아니라 율에 대한 연구와 해석도 동시에 행하여졌으나 이들은 수도 적고 독립적으로 존재하지도 않았으므로 율장(律藏) 속에 포함되어 전해지게 되었다.
논(論)의 저술은 부파 불교(部派佛敎) 시대의 특징 중 하나로 각 부파는 고타마 붓다의 교법에 대한 해석 · 주석은 물론이고, 거기에서 도출된 설법의 해석에 의거하여 자파(自派)의 교리학설을 체계적으로 수립하는 데 노력을 기울였기 때문에 각 부파에 따라서 상이(相異)한 특징을 나타내게 되었다. 그러나 한편으로는 틀에 박힌 해석 방법이 교법 자체의 생생한 생명력을 잃게 하는 결과를 가져오기도 하였다.

## 분류 및 정의
《구사론(俱舍論)》에 따르면, 아비달마 또는 대법(對法)은 승의의 아비달마(勝義阿毘達磨)와 세속의 아비달마(世俗阿毘達磨)의 2가지로 나뉘며, 이 2가지 뜻을 합하여 아비달마 또는 대법이라 한다.

### 승의의 아비달마
승의의 아비달마(勝義阿毘達磨)는 승의대법(勝義對法)이라고도 하는데, 정혜(淨慧)와 그 권속들, 즉 무루혜(無漏慧)와 무루혜의 온갖 작용들을 말한다.
달리 말하면, 승의의 아비달마는 무루(無漏)의 상태의 5온(五蘊)이다. 즉, 5온은 유루(有漏)에도 통하고 무루(無漏)에도 통하는데, 색(몸) · 수(지각) · 상(표상) · 행(의지) · 식(마음·의식)의 5온 전체가 무루(無漏)에 통해 있는 상태가 승의의 아비달마이다.

### 세속의 아비달마
세속의 아비달마(世俗阿毘達磨)는 세속대법(世俗對法)이라고도 하는데, 승의의 아비달마를 성취할 수 있게 하는 유루혜(有漏慧)와 유루혜의 온갖 작용들과 무루혜(無漏慧)를 낳게 하는 가르침[敎]을 말한다.
여기서, 유루혜(有漏慧)는 친구나 스승에게 가르침을 들어서 깨우치는 지혜인 문혜(聞慧), 그렇게 들은 가르침을 스스로 생각함으로써 깨우치는 지혜인 사혜(思慧), 가르침에 따라 수행함으로써만 깨우치는 지혜인 수혜(修慧), 그리고 이들 세 가지 유루혜를 가능하게 하는 기초적인 근거가 되는 타고난 유루혜인 생득혜(生得慧)의 네 가지 유루혜, 즉 세간정견(世間正見)를 말한다.
또한, 무루혜(無漏慧)를 낳게 하는 가르침은 "논(論)"을 가리키는데, 즉, 고타마 붓다가 설한 교법에 대한 해당 부파의 정통적 연구와 해석으로, 사실상 각 부파의 대표 논서들을 가리킨다. 비바사사(毘婆沙師), 즉 설일체유부의 수행자들 또는 교사들은 논(論)이 정혜(淨慧), 즉 무루혜(無漏慧)를 낳는 역할을 한다고 주장하였다.

### 아비달마·대법
승의의 아비달마와 세속의 아비달마는 모두 한편으로는 승의의 법(勝義法)인 열반(涅槃)을 대향(對向: 향하다)하고, 다른 한편으로는 법상의 법(法相法)인 4성제(四聖諦)를 대관(對觀: 관조)하기 때문에 아비달마 또는 대법(對法: abhi + dharma = 아비 + 달마 = 對 + 法)이라 한다.

### 정혜
정혜(淨慧)"에서, 정(淨)은 무루(無漏)을 뜻하고, 혜(慧)는 택법(擇法)을 뜻한다. 정혜는 무루혜(無漏慧), 즉 무루의 지혜라고도 한다.

## 같이 보기
- 삼장
  - 경장
  - 율장
  - 논장

## 참고 문헌
- 이 문서에는 다음커뮤니케이션(현 카카오)에서 GFDL 또는 CC-SA 라이선스로 배포한 글로벌 세계대백과사전의 내용을 기초로 작성된 글이 포함되어 있습니다.
- 권오민 (2003). 《아비달마불교》. 민족사.
- 운허.  동국역경원 편집, 편집. 《불교 사전》. |title=에 외부 링크가 있음 (도움말)
- 세친 지음, 현장 한역, 권오민 번역. 《아비달마구사론》. 한글대장경 검색시스템 - 전자불전연구소 / 동국역경원. |title=에 외부 링크가 있음 (도움말)
- (중국어) 星雲. 《佛光大辭典(불광대사전)》 3판. |title=에 외부 링크가 있음 (도움말)